# Kiko Ramírez
Francisco Ramírez González, meglio noto come Kiko Ramírez (Tarragona, 14 luglio 1970), è un allenatore di calcio ed ex calciatore spagnolo, di ruolo attaccante.